# Heure au Canada
L'heure au Canada dépend des provinces et territoires. En raison de sa taille, le pays est divisé en six fuseaux horaires allant de UTC−03:30 à UTC−08:00.
La majorité des régions du pays observe l'heure d'été du deuxième dimanche de mars au premier dimanche de novembre.

## Fuseaux horaires
|                                                                            | | | | |                                                                          |
| Heure normale Du premier dimanche de novembre au deuxième dimanche de mars | | | | |                                                                          |
| Heure du Pacifique UTC−08:00                                               | Heure des Rocheuses UTC−07:00 | Heure du Centre UTC−06:00 | Heure de l'Est UTC−05:00 | Heure de l'Atlantique UTC−04:00 | Heure de Terre-Neuve UTC−03:30                                           |
| - Colombie-Britannique : la majorité de la province - Yukon                | - Colombie-Britannique : Peace River sauf Fort Ware, Creston Columbia-Shuswap, East Kootenay, Central Kootenay - Alberta - Territoires du Nord-Ouest - Nunavut : ouest du 102e méridien ouest et région de Kitikmeot - Saskatchewan : Lloydminster | - Saskatchewan : la majorité de la province - Nunavut : entre le 85e et le 102e méridien ouest, Resolute, région de Kivalliq et côte ouest de la baie d'Hudson sauf l'île Southampton - Manitoba - Ontario : ouest du 90e méridien ouest sauf Shebandowan et Upsala | - Nunavut : est du 85e méridien ouest, région de Qikiqtaaluk sauf Resolute, île Southampton - Ontario : est du 90e méridien ouest, Shebandowan, Upsala - Québec : la majorité de la province | - Québec : est de la rivière Natashquan et du 63e méridien ouest - Nouveau-Brunswick - Île-du-Prince-Édouard - Nouvelle-Écosse - Terre-Neuve-et-Labrador : la majorité du Labrador | - Terre-Neuve-et-Labrador : la pointe sud-est du Labrador et Terre-Neuve |
| Heure avancée Du deuxième dimanche de mars au premier dimanche de novembre | | | | |                                                                          |
| Heure du Pacifique UTC−07:00                                               | Heure des Rocheuses UTC−06:00 | Heure du Centre UTC−05:00 | Heure de l'Est UTC−04:00 | Heure de l'Atlantique UTC−03:00 | Heure de Terre-Neuve UTC−02:30                                           |
| - Colombie-Britannique : la majorité de la province - Yukon                | - Colombie-Britannique : Creston Columbia-Shuswap, East Kootenay, Central Kootenay - Alberta - Territoires du Nord-Ouest - Nunavut : ouest du 102e méridien ouest et région de Kitikmeot - Saskatchewan                                            | - Nunavut : entre le 85e et le 102e méridien ouest, Resolute, région de Kivalliq et côte ouest de la baie d'Hudson - Manitoba - Ontario : ouest du 90e méridien ouest sauf Shebandowan et Upsala                                                                    | - Nunavut : est du 85e méridien ouest, région de Qikiqtaaluk sauf Resolute - Ontario : est du 90e méridien ouest, Shebandowan, Upsala - Québec                                               | - Nouveau-Brunswick - Île-du-Prince-Édouard - Nouvelle-Écosse - Terre-Neuve-et-Labrador : la majorité du Labrador                                                                  | - Terre-Neuve-et-Labrador : la pointe sud-est du Labrador et Terre-Neuve |